# Földesi Sándor
Földesi Sándor, névváltozat: Földessy Sándor (Kolozsvár, 1857 – Dés, 1911. október 15.) magyar színigazgató.

## Életútja
Előbb színészkedett, 1882. október 19-én fellépett szülővárosában is A velencei kalmár Shylockja szerepében. 1896-ban a megnyíló Vígszínház titkárának hívta meg Ditrói Mór, ahol 1900 júniusáig működött. 1900. június 1-én Pesti Ihász Lajos színigazgatóval társult, majd 1902-ben a Délvidéken önállóan vezette társulatát.